# Кримінальний кодекс Грузії
Кримінальний кодекс Республіки Грузія від 22 липня 1999 р. (груз. საქართველოს სისხლის სამართლის კოდექსი) — законодавчий акт, що встановлює підстави кримінальної відповідальності, визначає, які діяння є злочинними та встановлює відповідні покарання чи кримінальні заходи іншого виду на території Республіки Грузії. Метою цього КК є попередження злочинних посягань і охорона правопорядку.
Чинний з 1 червня 2000 р., замінив КК Грузії (Грузинської РСР) від 30 грудня 1960 р.
Підставою кримінальної відповідальності є злочин — передбачене цим кодексом протиправне і винувате діяння (ч. 1 ст. 7). Кодекс містить поняття малозначного діяння (ч. 2 ст. 7) та причиново-наслідкового зв'язку (ст. 8).
КК Грузії, на відміну від КК України, диференціює злочини на три категорії: менш тяжкі (умисні або необережні зі строком покарання до п'яти років позбавлення волі), тяжкі (умисні злочини зі строком покарання до десяти років позбавлення волі, а так само необережні злочини, покарання за які перевищує п'яти років позбавлення волі), особливо тяжкі (умисні злочини, за які передбачено покарання на строк більше десяти років або безстрокове позбавлення волі) (ст. 12). Передбачаючи неосудність як обставину, що виключає чи пом'якшує вину, Кодекс виділяє вікову неосудність (особи, які не досягли 14 років є неосудними за віком — ст. 33), неосудність через психічне захворювання (ст. 34) та обмежену осудність (ст. 35).
Однією з важливих новел КК Грузії є введення до кримінального законодавства інституту кримінальної відповідальності юридичних осіб, що відбулося згідно з Законом від 25 червня 2006 р. (набув чинності з 10 липня 2006 р.). Цим Законом Загальну частину КК було доповнено главою XVIII — 1 (ст. ст. 107-1 — 107-7).